# Cold, Cold Heart
Cold, Cold Heart è un brano musicale scritto e interpretato da Hank Williams, pubblicato nel 1951 nel singolo a 78 giri Dear John/Cold, Cold Hear.

## Altre versioni
Tra le altre versioni vi sono quelle di Tony Bennett (1951), Louis Armstrong (1951), Donald Peers (1951), Dinah Washington (1951), Jerry Lee Lewis (1961 e 1969), Bob Dylan (1981), e Norah Jones (2002).